# Thuc Phuong Nguyen
Thuc Phuong Nguyen (* 23. März 2003 in Hamburg) ist eine deutsche Badmintonnationalspielerin.

## Karriere
Nguyen fing im Alter von sechs Jahren an Badminton zu spielen, trat zwei Jahre später dem Horner TV bei und war ab der Altersklasse U13 Spielerin im Nationalkader. Um intensiver trainieren zu können, wechselte die Deutsche mit vietnamesischen Wurzeln an die Eliteschule des Sports Alter Teichweg, die an den Olympiastützpunkt Hamburg/Schleswig-Holstein angeschlossen ist. 2016 gewann Nguyen jeweils im Dameneinzel, Damendoppel und Mixed bei den deutschen Nachwuchsmeisterschaften. Mit ihrem Verein war sie außerdem bei dem Mannschaftswettbewerb erfolgreich. Bei den Belgian Juniors war sie bei einem internationalen Jugendturnier sowohl mit Leona Michalski und Matthias Kicklitz siegreich und konnte sowohl 2018 als auch im Folgejahr jeweils das Triple bei den Nachwuchsmeisterschaften wiederholen. Neben drei weiteren internationalen Juniorenwettbewerben siegte Nguyen mit 16 Jahren bei dem erstmals ausgetragenen German International zum ersten Mal im Erwachsenenbereich und erreichte bei den Deutschen Meisterschaften 2019 den dritten Platz. Zur zweiten Jahreshälfte wurde sie für den Perspektivkader der deutschen Nationalmannschaft nominiert und konnte mit der Goldmedaille im Mixed und Silber im Damendoppel bei den Junioreneuropameisterschaften 2020 weitere Erfolge erzielen. Im Juni 2021 machte Nguyen ihr Abitur und zog nach Mülheim an der Ruhr, um am Bundesstützpunkt zu trainieren. Nachdem sie seit der Saison 2017/18 bereits in der 2. Bundesliga Nord für den Horner TV gespielt hatte, wechselte sie mit dem Umzug zum 1. BC Wipperfeld und trat in der 1. Badminton-Bundesliga an. Bei der Deutschen Meisterschaft 2021 musste sie sich nur der Olympiateilnehmerin Yvonne Li geschlagen geben. Für die Nationalmannschaft stand Nguyen im Aufgebot für die Weltmeisterschaft der Damenteams, dem Uber Cup 2020. In der Saison 2021/22 triumphierte sie mit ihrem Verein bei den Deutschen Mannschaftsmeisterschaften.

## Sportliche Erfolge
| Jahr | Veranstaltung                            | Platz | Disziplin   | Spielpartner      |
| ---- | ---------------------------------------- | ----- | ----------- | ----------------- |
| 2016 | Nachwuchsmeisterschaften 2016            | 1.    | Dameneinzel |                   |
| 2016 | Nachwuchsmeisterschaften 2016            | 1.    | Damendoppel | Leona Michalski   |
| 2016 | Nachwuchsmeisterschaften 2016            | 1.    | Mixed       | Matthias Kicklitz |
| 2016 | Nachwuchsmannschaftsmeisterschaften 2016 | 1.    | Mannschaft  | Horner TV         |
| 2018 | Belgian Juniors 2018                     | 1.    | Damendoppel | Leona Michalski   |
| 2018 | Belgian Juniors 2018                     | 1.    | Mixed       | Matthias Kicklitz |
| 2018 | Nachwuchsmeisterschaften 2018            | 1.    | Dameneinzel |                   |
| 2018 | Nachwuchsmeisterschaften 2018            | 1.    | Damendoppel | Tabea Tirschmann  |
| 2018 | Nachwuchsmeisterschaften 2018            | 1.    | Mixed       | Kian-Yu Oei       |
| 2019 | German International 2019                | 1.    | Damendoppel | Leona Michalski   |
| 2019 | Cyprus Juniors 2019                      | 1.    | Dameneinzel |                   |
| 2019 | Cyprus Juniors 2019                      | 1.    | Mixed       | Matthias Kicklitz |
| 2019 | Slovak Juniors 2019                      | 1.    | Mixed       | Matthias Kicklitz |
| 2019 | Nachwuchsmeisterschaften 2019            | 1.    | Dameneinzel |                   |
| 2019 | Nachwuchsmeisterschaften 2019            | 1.    | Damendoppel | Leona Michalski   |
| 2019 | Nachwuchsmeisterschaften 2019            | 1.    | Mixed       | Matthias Kicklitz |
| 2019 | Deutsche Meisterschaften 2019            | 3.    | Dameneinzel |                   |
| 2020 | Junioreneuropameisterschaft 2020         | 2.    | Damendoppel | Leona Michalski   |
| 2020 | Junioreneuropameisterschaft 2020         | 1.    | Mixed       | Matthias Kicklitz |
| 2021 | Deutsche Meisterschaften 2021            | 2.    | Dameneinzel |                   |
| 2022 | Bundesliga 2021/22                       | 1.    | Mannschaft  | 1. BC Wipperfeld  |